# Crkva Reformnog pokreta adventista sedmog dana u Zagrebu
Crkva Reformnog pokreta adventista sedmog dana pripada kršćanskoj protestantskoj vjeri, unutar koje se svrstava u granu adventizma. Smještena je u zagrebačkoj gradskoj četvrti Trešnjevka – jug, gdje djeluje kao središte vjerskog života pripadnika ove zajednice.

## Povijest
Reformni pokret adventista sedmog dana u Zagrebu djeluje od dvadesetih godina 20. stoljeća. S vremenom se djelovanje pokreta proširilo, te danas, osim u Zagrebu, mjesne crkve djeluju i u Puli, Rijeci, Daruvaru, Požegi, Osijeku, Lipiku, kao i u nekim manjim mjestima diljem Hrvatske.

## Galerija
- Unutrašnjost crkve
- Unutrašnjost crkve

## Vanjske poveznice
|  | Zajednički poslužitelj ima još gradiva o temi Crkva Reformnog pokreta adventista sedmog dana u Zagrebu |

- Više informacija o radu i o ostalim aktivnostima Crkva Reformnog pokreta adventista sedmog dana u Zagrebu možete pronaći na poveznici: (hrv.)